# 東瓦里克 (紐約州)
東瓦里克（英語：East Varick）是位於美國紐約州塞尼卡縣的非建制地區。

## 歷史
東瓦里克的郵局於1850年設立，其後於1901年停運。

## 地理
東瓦里克所處的海拔為高於海平面122米（即400英呎），而該地所採用的時區為UTC-5，即北美东部时区（EST）。同時該地設有夏令時間，為UTC-5調快一小時，即UTC-4（EDT）。